# Homer E. Capehart

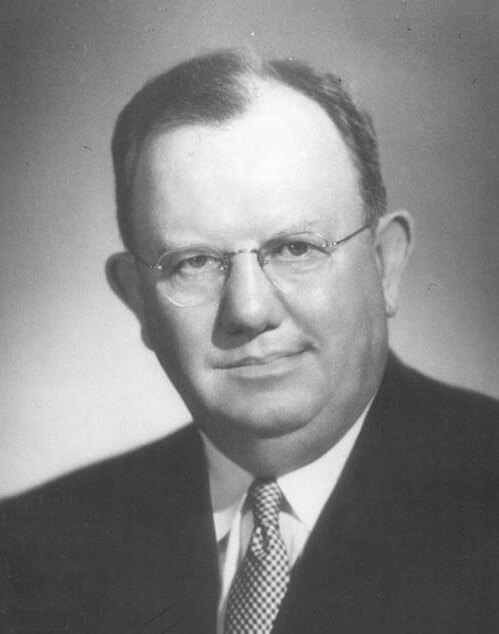
Homer E. Capehart

Homer Earl Capehart (Algiers, Indiana, 6 juni 1897 - Indianapolis, 3 september 1979) was een Amerikaanse Republikeinse senator en zakenman.
Tijdens de Eerste Wereldoorlog was Capehart sergeant in het Amerikaanse leger, maar hij was niet actief in Europa. Hij werkte onder andere als vertegenwoordiger en werkte bij Holcomb and Hoke, een firma die platenspelers en popcornmachines produceerde. In 1928 begon hij een eigen bedrijf, dat hij tot 1931 leidde - later werd dit onderdeel van de Farnsworth Radio and Television Company. In 1932 had hij een nieuwe onderneming, Packard, die een automatische platenwisselaar voor jukeboxen ontwikkelde, Simplex, een systeem dat door Wurlitzer werd gekocht en tot in de jaren vijftig onderdeel van Wurlitzer's jukeboxen werd.
In 1938 organiseerde hij op zijn landbouwbedrijf de Republican Cornfield Conference, waarbij 55.000 partijleden aanwezig waren. In 1940 wilden de Republikeinen hem als presidentskandidaat naar voren schuiven, maar Capehart had geen trek en maakte zijn voorkeur kenbaar voor Wendell Wilkie. In 1944 werd hij voor het eerst gekozen als senator, voor de staat Indiana. Ook in 1950 en 1956 won hij de verkiezingen. Hij was een invloedrijke senator die zich vooral bezighield met economische zaken en de buitenlandsepolitiek. 
In 1945, aan het eind van de Tweede Wereldoorlog, maakte hij zich sterk voor een compris met Japan over de voorwaarden voor hun overgave. Toen de oorlog was afgelopen was hij zeer kritisch over hoe de Geallieerden met de bevolking van het verslagen Duitsland omging. In een toespraak, op 5 februari 1946, herinnerde Capehart de Senaat aan de gemaakte afspraken tijdens de Conferentie van Potsdam de Duitsers niet te vernietigen of tot slaaf te maken. Van die afspraken is niets terechtgekomen, aldus Capeheart. Hij beschuldigde een kliek van samenzweerders binnen de regering van Truman doelbewust de bevolking uit te willen hongeren:sinds het einde van de oorlog zijn 3 miljoen mensen bezweken. En 4 miljoen mensen zijn naar Oost-Europa gedeporteerd als slaven, aldus Capeheart.
Tijdens zijn eerste senaats-termijn was Capehart isolationistisch, maar in de loop van de jaren vijftig werd  hij steeds meer internationaal georiënteerd. Hij was een fel tegenstander van het communisme. Volgens  geruchten die tot de dag van vandaag aanhouden, heeft hij zijn collega-senator Joseph McCarthy geholpen tijdens diens heksenjacht op (vermeende) communisten. In 1959 werd hij als senator vervangen door de Democraat Vance Hartke. In de jaren zestig had hij veel kritiek op president John F. Kennedy, vooral op diens New Frontier-beleidsonderdelen als Medicare. Tijdens de Cubacrisis was hij een van de eerste voorstanders van een stevige aanpak van dat land. Nadat hij in de verkiezingen van 1962 nipt werd verslagen door Birch Bayh, ging Capehart zich weer bezighouden met zijn zakelijke ondernemingen. Wel keerde hij af en toe naar Washington D.C. terug omadviezen te geven.  
In juli 1979 brak Capehart zijn heup, na de operatie kon hij niet volledig genezen en hij stierf twee manden later.

## Noot
1. ↑  Korte speech van Capehart voor de Senaat. Gearchiveerd op 31 juli 2023.

- Gemeinsame Normdatei: 118995561
- International Standard Name Identifier: 0000 0000 2552 0185
- Library of Congress Control Number: n86034212
- National Archives and Records Administration: 10570465
- Nationale Bibliotheek van Israël: 987007779963005171
- SNAC: w6st7sr8
- Biographical Directory of the United States Congress: C000128
- Virtual International Authority File: 67266106
- WorldCat: E39PBJfxc7D8DVfWC7xKRrycfq